# 暗号メッセージ構文
暗号メッセージ構文 (Cryptographic Message Syntax: CMS) は、暗号で保護されたメッセージに関するIETFの標準規格である。任意の形式のデジタルデータに対してデジタル署名、メッセージダイジェスト、メッセージ認証もしくは暗号化を行うために利用できる。
CMSは、PEM (Privacy-Enhanced Mail) に基づいたPKCS#7の構文に基づいている。（2014年5月の）最新版は、RFC 5652により規定された。
PKIXワーキンググループにより規定されたプロファイルなどの証明書に基づく鍵管理の上に、そのアーキテクチャは構築されている。
S/MIME、PKCS#12、RFC 3161 デジタルタイムスタンププロトコルといった、他の多くの暗号に関する標準の主要な暗号コンポーネントとして、CMSは利用されている。